# Stenotabanus psammophilus
Stenotabanus psammophilus is een vliegensoort uit de familie van de dazen (Tabanidae). De wetenschappelijke naam van de soort is voor het eerst geldig gepubliceerd in 1876 door Osten Sacken.